# Eli Capa
Elixabete Capa Cia (San Sebastián, 20 de marzo de 1978), conocida como Eli Capa, es una ex portera de fútbol española que jugó en el Añorga KKE y en el Athletic Club en la Superliga Femenina.

## Trayectoria
Capa nació en San Sebastián en 1978.En la temporada 1993-1994, con 13 años, debutó en el Añorga KKE, donde jugó como guardameta hasta la temporada 2001-2002.A continuación, fichó por el Athletic Club, donde jugó tres temporadas y disputó 64 partidos oficiales. En su primera temporada en el Athletic, no recibió ningún gol en su portería durante 537 minutos, ganando el equipo la liga. En total, con el Athletic ganó tres ligas consecutivas y disputó la clasificación para la Eurocopa de 2005. En su última temporada de liga en el Athletic, la 2004-2005, Capa fue la portera menos goleada, recibiendo 15 goles.
Militó en la selección femenina de fútbol de España durante casi una década, participando en la Eurocopa de 1997, donde la Roja alcanzó las semifinales, como reserva de Roser Serra. También jugó con la selección de fútbol vasca.
En 2005, con 27 años, se retiró profesionalmente del fútbol. En 2007 fue subdirectora de la Real Sociedad. En 2021, pasó a formar parte del equipo técnico de la Real Sociedad como delegada, sustituyendo a Leyre Eleizegi.